# Дюбюф, Жюльетта
Жюльетта Дюбюф (фр. Juliette Dubufe; 1819—1855) — французский скульптор XIX века.

## Биография

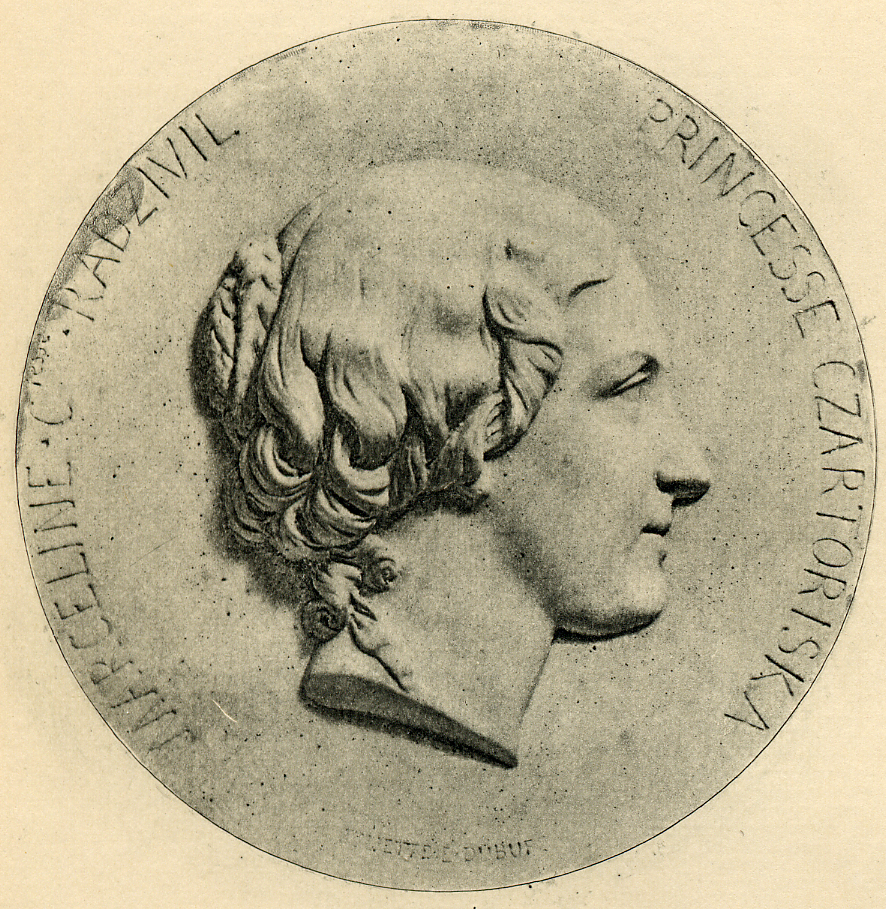
Медальон с портретом княгини Марселины Чарторыйской.

Родилась в семье пианиста, композитора, музыкального педагога Пьера-Жозефа-Гийома Циммермана. Её сестра Анна (1829—1907) была женой композитора Шарля Гуно.
В январе 1842 года вышла замуж за художника Луи Эдуара Дюбюфа (1819—1883; сына художника Клода-Мари Дюбюфа). В браке с ним родила Гийома Дюбюфа (1853—1909), также ставшего художником.
Автор ряда скульптурных работ, некоторые из которых хранятся ныне в парижском Музее Орсе.
Умерла во время родов в 1855 году.